# 米日吉里亞 (博戈羅德恰尼區)
48°46′18″N 24°18′20″E / 48.77167°N 24.30556°E
米日吉里亞（烏克蘭語：Міжгір'я），是烏克蘭西部的村莊，隸屬伊萬諾-弗蘭科夫斯克州的伊萬諾-弗蘭科夫斯克區。該村面積88平方公里，2001年人口652，人口密度每平方公里7.41人。